# ژول اونانا
ژول اونانا (انگلیسی: Jules Onana؛ زادهٔ ۱۲ ژوئن ۱۹۶۴) بازیکن فوتبال اهل کامرون بود.
از باشگاه‌هایی که در آن بازی کرده‌است می‌توان به باشگاه فوتبال مادورا یونایتد اشاره کرد.
وی همچنین در تیم ملی فوتبال کامرون بازی کرده‌است.